# Apegus reticulatus
Apegus reticulatus är en stekelart som beskrevs av Jean-Jacques Kieffer 1908. Apegus reticulatus ingår i släktet Apegus och familjen Scelionidae. Inga underarter finns listade i Catalogue of Life.